# Rebekka Ackers
Rebekka Ackers (* 10. März 1990) ist eine ehemalige deutsche Leichtathletin, die sich auf den 800-Meter-Lauf spezialisiert hatte.

## Berufsweg
Ackers besuchte das Erasmus-von-Rotterdam-Gymnasium Viersen, machte einen Bachelorabschluss in Wirtschaftspsychologie an der University of Cologne Executive School und schloss die Heinrich-Heine-Universität Düsseldorf als Master in Betriebswirtschaftslehre ab. Angestellt ist sie bei einem Spezialchemiekalienhersteller.

## Sportliche Karriere
Rebekka Ackers stellte 2002 und 2003 mehrere Kreisrekorde in der Altersgruppe W12 und W13 auf und hielt im Siebenkampf sowie Blockwettkampf Wurf W14-Rekorde.
2015 wurde Ackers Deutsche Vizemeisterin in der Altersklasse der Frauen mit der 3-mal-800-Meter-Staffel.
2016 begann für Ackers mit einem Deutschen Hallenrekord von 6:22,59 min in der 3-mal-800-Meter-Staffel mit Carolin Walter und Lena Klaassen in der AK-Frauen im Rahmen der Deutschen Jugendmeisterschaften, und im Freien wurde sie in gleicher Aufstellung Deutsche Vizemeisterin.
2017 holte Ackers jeweils den 3. Platz, zuerst bei den Deutschen Hallenmeisterschaften über 800 Meter und eine Woche später mit der der 3-mal-800-Meter-Staffel in der AK-Frauen im Rahmen der Deutschen Jugendhallenmeisterschaften. Am 6. August in Ulm gewann sie mit der 3-mal-800-Meter-Staffel des TSV Bayer 04 Leverkusen die deutsche Meisterschaft.
Ackers beendete 2020 ihre Karriere.

## Vereinszugehörigkeiten
Rebekka Ackers startete seit 2011 für den TSV Bayer 04 Leverkusen. Zuvor startete sie für den ASV Einigkeit Süchteln.

## Persönliche Bestzeiten
(Stand: 21. Februar 2019)

Halle
- 400 Meter: 57,03 s, 6. Februar 2018 in Düsseldorf
- 800 Meter: 2:06,42 min, 1. Februar 2020 in Luxemburg
- 1500 Meter: 4:35,32 min, 17. Januar 2016 in Leverkusen

Freiluft
- 400 Meter: 56,57 s, 8. Juli 2018 in Bottrop
- 800 Meter: 2:04,59 min, 16. Juni 2018 in Tübingen
- 1500 Meter: 4:33,21 min, 1. September 2016 in Bergisch Gladbach

## Erfolge
national
- 2013: 9. Platz Deutsche Hochschulmeisterschaften  (800 m)
- 2014: 12. Platz Deutsche Hallenmeisterschaften (800 m)
- 2014: 5. Platz Deutsche Meisterschaften (4 × 400 m)
- 2014: 5. Platz Deutsche Meisterschaften AK-Frauen (3 × 800 m)
- 2015: 9. Platz Deutsche Hallenmeisterschaften (800 m)
- 2015: 6. Platz Deutsche Meisterschaften (4 × 400 m)
- 2015: Deutsche Vizemeisterin AK-Frauen (3 × 800 m)
- 2016: Deutsche Hallenmeisterin AK-Frauen (3 × 800 m) mit deutschem Hallenrekord
- 2016: Deutsche Vizemeisterin AK-Frauen (3 × 800 m)
- 2017: 3. Platz Deutsche Hallenmeisterschaften AK-Frauen (3 × 800 m)
- 2017: 3. Platz Deutsche Hallenmeisterschaften (800 m)
- 2017: 2. Platz Deutsche Meisterschaften (4 × 400 m)
- 2017: 1. Platz Deutsche Meisterschaften (3 × 800 m)
- 2017: 6. Platz Deutsche Meisterschaften (800 m)
- 2018: 1. Platz Deutsche Hallenmeisterschaften (3 × 800 m)
- 2018: 4. Platz Deutsche Hallenmeisterschaften (800 m)
- 2018: 3. Platz Deutsche Meisterschaften (4 × 400 m)
- 2018: 2. Platz Deutsche Meisterschaften (3 × 800 m)
- 2018: 6. Platz Deutsche Meisterschaften (800 m)
- 2019: 1. Platz Deutsche Hallenmeisterschaften AK-Frauen (3 × 800 m)
- 2019: 6. Platz Deutsche Meisterschaften (800 m)
- 2019: 2. Platz Deutsche Meisterschaften (3 × 800 m)
- 2020: 4. Platz Deutsche Hallenmeisterschaften (800 m)